# أركاتا سكريفيا
أركاتا سكريفيا (بالإيطالية: Arquata Scrivia) هي بلدية في مقاطعة ألساندريا في إقليم بييمونتي في إيطاليا.

## السكان
تطور النمو السكاني لـ أركاتا سكريفيا

## أعلام
- مينو دي روسي